# Phisalixella
Genre
Phisalixella est un genre de serpents de la famille des Lamprophiidae. 

## Répartition
Les espèces de ce genre sont endémiques de Madagascar.

## Liste d'espèces
Selon The Reptile Database (2 mars 2012) :
- Phisalixella arctifasciata (Duméril, Bibron & Duméril, 1854)
- Phisalixella iarakaensis (Domergue, 1995)
- Phisalixella tulearensis (Domergue, 1995)
- Phisalixella variabilis (Boulenger, 1896)

## Publication originale
- Nagy, Glaw & Vences, 2010 : Systematics of the snake genera Stenophis and Lycodryas from Madagascar and the Comoros. Zoologica Scripta, vol. 39, p. 426–435.